# Estación de Chão de Maçãs-Fátima
La Estación de Chão de Maçãs-Fátima, más conocida como Estación de Fátima, es una plataforma ferroviaria de pasajeros de la línea del Norte, que sirve a parroquias de Sabacheira, en el municipio de Tomar, en Portugal. Aunque esta plataforma ostenta el nombre de Fátima, la localidad de Fátima se encuentra a más de 20 kilómetros de la estación.

## Historia

### SigloXXI
En enero de 2011, estaban previstas obras de mantenimiento de catenaria, en el interior de esta estación, durante el primer trimestre de 2012.

## Características

### Localización y accesos
Esta plataforma se encuentra junto a la localidad de Chao de Maçãs, teniendo acceso de transporte por la Ruta Nacional 113

### Descripción física
En enero de 2011, poseía cuatro vías de circulación, con longitudes entre los 269 y 338 metros; las plataformas tenían todas 308 metros de extensión, y 90 centímetros de altura.